# ملا غفور دباغی
ملا غفور دباغی (زادهٔ ۱۳۰۶ در سقز - درگذشتهٔ: ۲۱ مرداد ۱۳۶۹ در مهاباد)، شاعر کرد اهل سقز در کردستان است.

## زندگی‌نامه

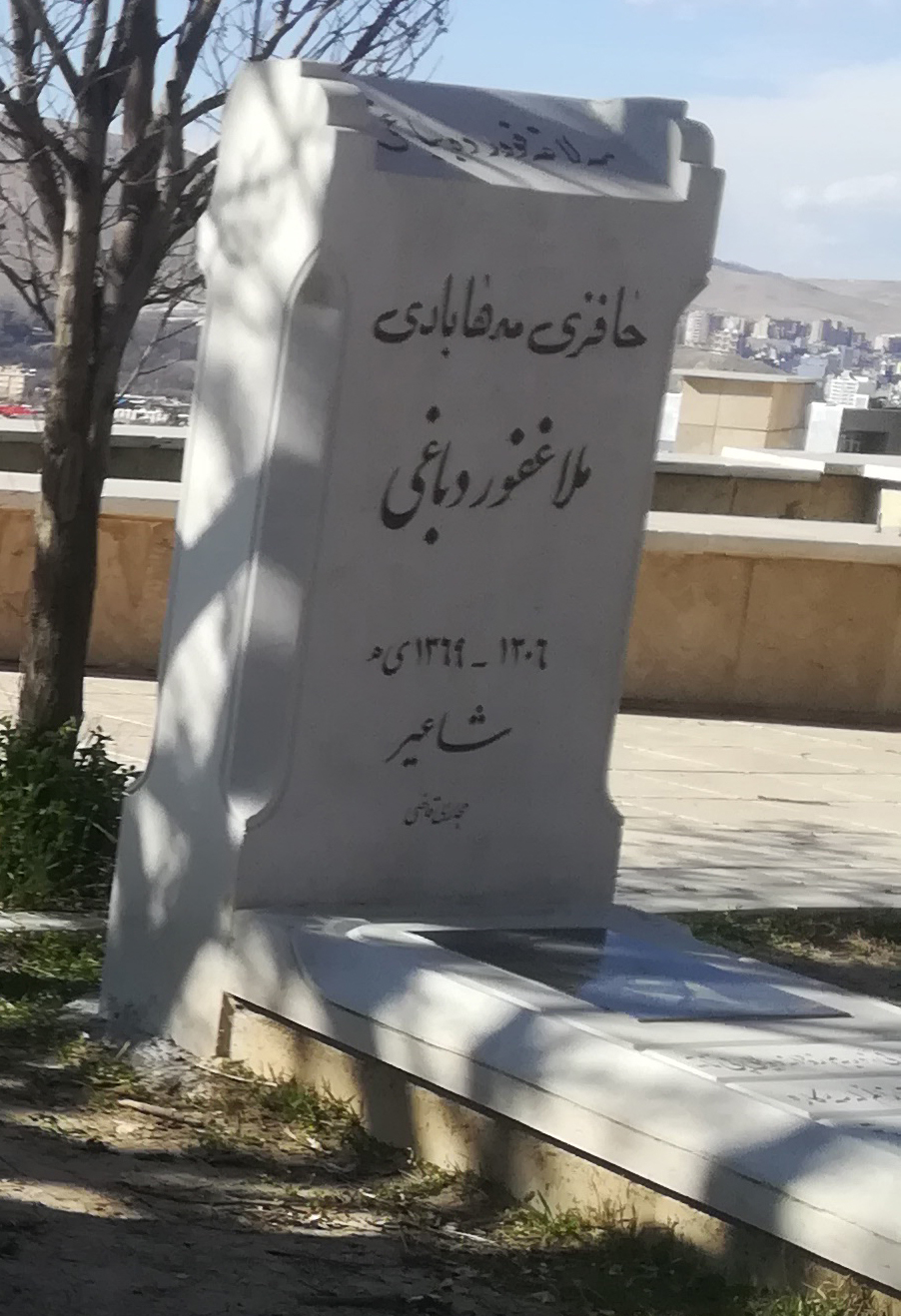
مزار ملا غفور دباغی

ملا غفور فرزند درویش عبدالله بوده در سقز دیده به جهان گشود. پدرش درویش عبدالله، دباغ بود و بنا به ضرورت شغلی به شهرستان بانه نقل مکان کرد. هنوز بیش از سه سال از سن غفور نمی‌گذشت که در آن شهر به بیماری آبله مبتلا شد و بر اثر این بیماری چشمانش را از دست داد. چون به هفت سالگی رسید پدرش وی را به نزد میرزا محمد کریم نامی برد تا قرآن را از برکند. به این ترتیب تا ۱۳۲۰ و سن چهارده سالگی نیمی‌از قرآن را حفظ کرد. این ایام که مصادف بود کشیده شدن آتش جنگ جهانی دوم به ایران، حکومت مرکزی دچار ضعف شد و در بانه محمد رشید خان سر بر شورش برداشت و منطقه را نا آرامی فرا گرفت. درویش عبدالله به شهرستان مهاباد نقل مکان نمود و غفور را نزد ملا احمد حاجی بایزید فرستاد تا قرآن را به‌طور کامل حفظ کند. او نیز در مدت ۸ سال کل قرآن را حفظ نمود و کار نیمه تمام خود را به پایان رساند.
همچنین در نزد قاضی محمد خضری نزریوه‌ای هم درس‌هایی از شرع اسلام یادگرفت. بعد از کودتای عبدالکریم قاسم در تابستان ۱۳۳۷ ش. در عراق در قالب‌های جدی و ظنز شعرهایی برای قشرهای مستمند جامعه خواند. در سال ۱۳۵۰ دنبال یاد گرفتن خط بریل رفت. پس از فراگیری خط بریل و بعد از مشقت‌های زیادی که در راه جمع‌آوری ضرب‌المثل‌ها و ظنزهای زبان کردی متحمل شده بود، ساواک همه را ضبط نمود و هیچ‌گاه آن‌ها را پس نداد. سرانجام در ۲۱ مرداد ۱۳۶۹ درگذشت و در جوار هیمن به خاک سپرده شد

## آثار
- «دیاری مه‌هاباد، په‌ندی پیشینان» (اندرزهای گذشتگان)
- «چوارینه‌کانی ماموستا فه‌رروخی یه‌زدی»؛ از فارسی به کردی
- دیوان اشعار با نام «ئاسوی روون»[۴]

## نمونه‌ای از آثار فارسی او

### نمونه شعر
| پس سپاست کنم ای دکتر خوش قلب و غیور   |  | که مرا یاد تو بگشود در شادی و شور    |
| از همان شب که مرا دست قضا یاری کرد    |  | جرعه‌ای چند را داشت ز صهبای حضور      |
| آنچنان عمق دلم مسکن و ماورای تو شد    |  | که از این غمکده بیرون نروی تا لب گور |
| دیده کز لذت دیدار تو محروم شد چه باک؟ |  | دیدهٔ معنیم از دیدنتان شد پر نور      |
| کاش یکبار دگر بخت نگون یار شدی        |  | با تو بشینم و پیدا نشود کار ضرور     |
| گفته‌ها رد و بدل کرده سخن‌ها به میان    |  | بحث دربارهٔ سرمای دی و مفلس و عور     |
| مطلبی نیزه به کردی بشنو جان دلم       |  | تو شفابخش مریضانی چه نزدیک و چه دور  |